# Ani Mijačika
Ani Mijačika (* 15. Juni 1987 in Tučepi, Jugoslawien) ist eine ehemalige kroatische Tennisspielerin.

## Karriere
Ani Mijačika, die am liebsten auf Hartplätzen spielte, begann im Alter von sechs Jahren mit dem Tennis. Auf dem ITF Women’s Circuit gewann sie je zehn Einzel- und Doppeltitel.
2011 und 2012 spielte sie für die kroatische Fed-Cup-Mannschaft, mit einer Bilanz von 4:5.
2011 gehörte sie zum Kader des TC Schießgraben Augsburg und 2013 zum Kader des TC Augsburg, die in der 2. Tennis-Bundesliga spielten.

## Turniersiege

### Einzel
| Nr. | Datum          | Turnier     | Kategorie   | Belag     | Finalgegnerin      | Ergebnis      |
| --- | -------------- | ----------- | ----------- | --------- | ------------------ | ------------- |
| 1.  | Oktober 2005   | Dubrovnik   | ITF $10.000 | Sand      | Andrea Popovic     | 6:4, 7:5      |
| 2.  | April 2006     | Makarska    | ITF $10.000 | Sand      | Kristina Andlovic  | 6:4, 7:61     |
| 3.  | Mai 2006       | Zadar       | ITF $10.000 | Sand      | Tadeja Majerič     | 6:1, 7:5      |
| 4.  | August 2009    | Arad        | ITF $10.000 | Sand      | Diana Enache       | 6:1, 6:2      |
| 5.  | August 2009    | Vinkovci    | ITF $10.000 | Sand      | Maria Abramović    | 6:2, 6:3      |
| 6.  | September 2010 | Sarajevo    | ITF $10.000 | Sand      | Wiktorija Tomowa   | 6:1, 6:2      |
| 7.  | Februar 2011   | Portimão    | ITF $10.000 | Hartplatz | Justine Ozga       | 6:4, 6:4      |
| 8.  | Juni 2011      | Lenzerheide | ITF $25.000 | Sand      | Amra Sadikovic     | 6:3, 3:6, 6:3 |
| 9.  | September 2011 | Sarajevo    | ITF $25.000 | Sand      | Florencia Molinero | 6:1, 3:6, 6:4 |
| 10. | Mai 2016       | Tucepi      | ITF $10.000 | Sand      | Tereza Mrdeža      | 6:3, 1:6, 6:3 |

### Doppel
| Nr. | Datum          | Turnier     | Kategorie   | Belag     | Partnerin       | Finalgegnerinnen                    | Ergebnis          |
| --- | -------------- | ----------- | ----------- | --------- | --------------- | ----------------------------------- | ----------------- |
| 1.  | Oktober 2005   | Podgorica   | ITF $10.000 | Sand      | Dijana Stojić   | Neda Kozić Vesna Dolonc             | 1:6, 6:3, 6:3     |
| 2.  | Oktober 2005   | Dubrovnik   | ITF $10.000 | Sand      | Josipa Bek      | Polona Reberšak Patricia Vollmeier  | 7:63, 7:62        |
| 3.  | Januar 2006    | Oberhaching | ITF $10.000 | Teppich   | Josipa Bek      | Eva-Maria Hoch Martina Pavelec      | 2:6, 6:1, 6:4     |
| 4.  | Mai 2006       | Mostar      | ITF $10.000 | Sand      | Jelena Stanivuk | Karolina Jovanović Polona Reberšak  | 6:70, 7:64, 6:4   |
| 5.  | Mai 2006       | Zadar       | ITF $10.000 | Sand      | Josipa Bek      | Polona Reberšak Jelena Stanivuk     | 6:4, 2:6, 6:1     |
| 6.  | August 2009    | Palić       | ITF $10.000 | Sand      | Dunja Antunović | Katarzyna Kawa Simona Parajová      | 6:4, 6:0          |
| 7.  | September 2009 | Maribor     | ITF $25.000 | Sand      | Ana Vrljić      | Maria Abramović Katarína Kachlíková | 6:2, 6:3          |
| 8.  | Februar 2011   | Portimão    | ITF $10.000 | Hartplatz | Amra Sadiković  | Ksenia Gospodinova Dejana Raickovic | 6:1, 7:6          |
| 9.  | März 2011      | Sanya       | ITF $25.000 | Hartplatz | Iryna Brémond   | Rika Fujiwara Hsu Wen-hsin          | 3:6, 7:5, [12:10] |
| 10. | Juni 2011      | Lenzerheide | ITF $25.000 | Sand      | Amra Sadikovic  | Nikola Hofmanova Romana Tabak       | 4:6, 6:2, [10:4]  |